# Astragalus panamintensis
Astragalus panamintensis là một loài thực vật có hoa trong họ Đậu. Loài này được E.Sheld. miêu tả khoa học đầu tiên.